# Satz von Banach-Mackey
Der Satz von Banach-Mackey (nach Stefan Banach und George Mackey) ist ein Satz aus dem mathematischen Teilgebiet der Funktionalanalysis. Er trifft eine Aussage über Beschränktheitseigenschaften gewisser Mengen in lokalkonvexen Räumen.

## Banachkugeln
Ist {\displaystyle B\subset E} eine absolutkonvexe Teilmenge eines lokalkonvexen Raumes, so ist {\displaystyle \textstyle E_{B}:=\bigcup _{t>0}tB} ein Untervektorraum von {\displaystyle E}, der durch das auf {\displaystyle E_{B}} eingeschränkte Minkowski-Funktional zu einem normierten Raum wird. Ist dieser normierte Raum sogar ein Banachraum, so nennt man {\displaystyle B} eine Banachkugel.
- Die Einheitskugel eines normierten Raumes ist genau dann eine Banachkugel, wenn der normierte Raum {\displaystyle E_{B}} ein Banachraum ist.
- Im Folgenraum {\displaystyle \omega } aller reellen Folgen ist die Menge {\displaystyle B} aller Folgen {\displaystyle (x_{i})_{i}} mit {\displaystyle x_{i}=0} für alle {\displaystyle i>n} und {\displaystyle |x_{i}|\leq 1} für {\displaystyle i=1,\ldots ,n} eine Banachkugel, denn das Minkowki-Funktional von {\displaystyle B} auf {\displaystyle E_{B}\cong \mathbb {R} ^{n}} ist gleich der Maximumsnorm.
- Jede absolutkonvexe, abgeschlossene, beschränkte, folgenvollständige Teilmenge eines lokalkonvexen Raums ist eine Banachkugel, insbesondere sind kompakte, absolutkonvexe Mengen Banachkugeln.[1]
- Banachkugeln können zu einer Charakterisierung  ultrabornologischer Räume herangezogen werden (siehe dort).

## Der Satz von Banach-Mackey
Eine Teilmenge {\displaystyle B\subset E} eines lokalkonvexen Raumes heißt schwach beschränkt, wenn das Bild unter jedem stetigen, linearen Funktional beschränkt ist. {\displaystyle B} heißt stark beschränkt, wenn {\displaystyle \sup\{|f(x)|;\,x\in B,f\in M\}<\infty } für alle Teilmengen {\displaystyle M\subset E^{'}} des Dualraums, für die {\displaystyle \sup\{|f(x)|;\,f\in M\}<\infty } für alle {\displaystyle x\in E} gilt.
Indem man für die Mengen {\displaystyle M} in obiger Definition einelementige Mengen nimmt, sieht man, dass stark-beschränkte Mengen schwach-beschränkt sind. Für die Umkehrung gilt:
- Satz von Banach-Mackey[2]: Jede schwach-beschränkte Banachkugel in einem lokalkonvexen Raum ist stark-beschränkt.

## Anwendungen
- Der Satz von Mackey kann aus dem Satz von Banach-Mackey hergeleitet werden.[3]
- Ist in einem quasitonnelierten Raum jede absolutkonvexe, abgeschlossene und beschränkte Menge eine Banachkugel, so ist dieser Raum bereits tonneliert. Insbesondere sind alle folgenvollständigen, quasitonnelierten Räume bereits tonneliert.[4]